# 温斯顿·S·丘吉尔号驱逐舰
温斯顿·S·丘吉尔号驱逐舰（USS Winston S. Churchill (DDG-81)）是美国海军阿利·伯克级驱逐舰的第三十一艘，以英国首相温斯顿·S·丘吉尔命名。
温斯顿·S·丘吉尔号驱逐舰于1998年5月7日在缅因州巴斯的巴斯钢铁厂安放龙骨，1999年4月17日下水，2001年3月10日服役。